# Гетто в период Второй мировой войны

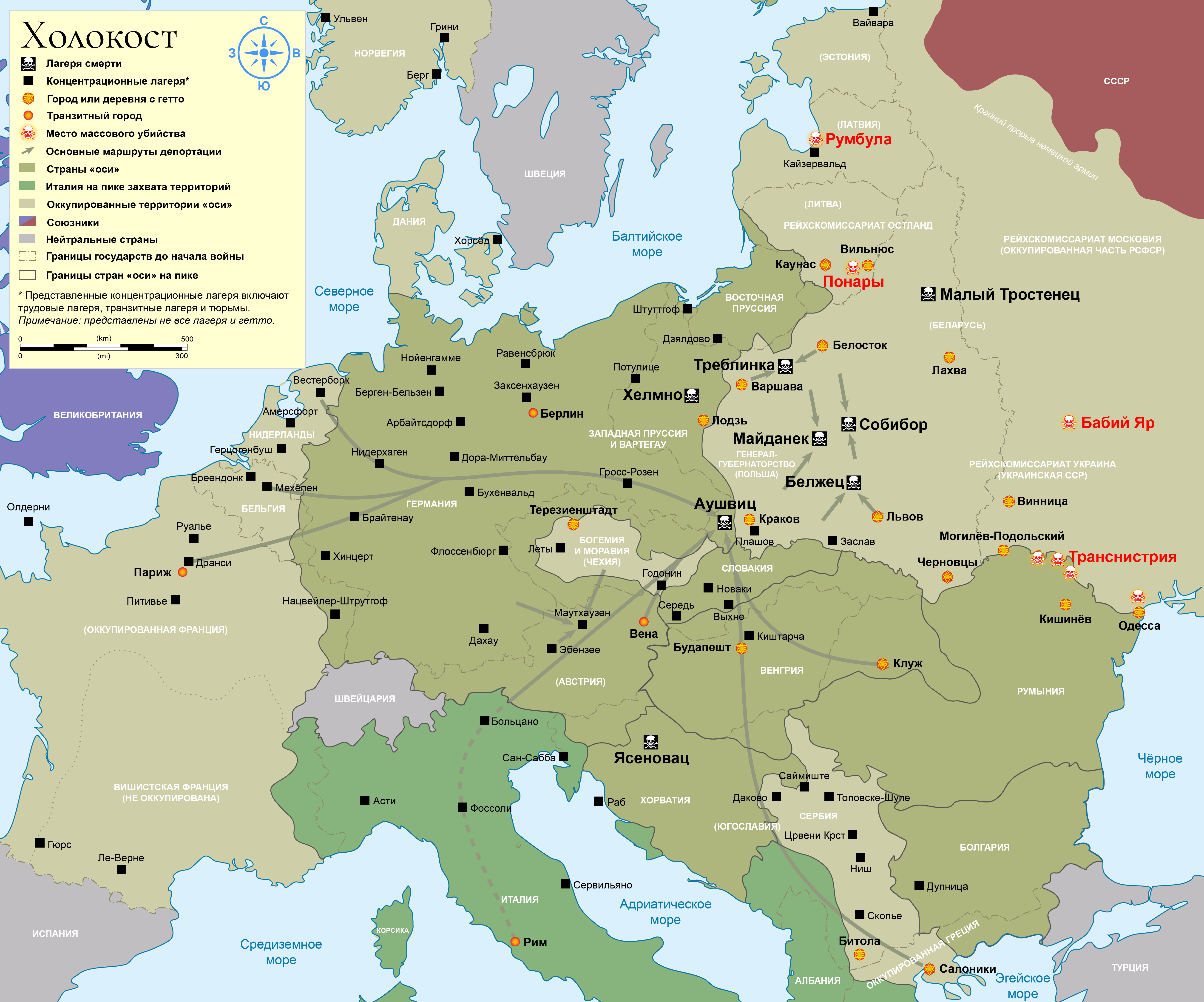
Гетто и массовые депортации в оккупированной нацистами Европе

Ге́тто в пери́од Второ́й мирово́й войны́ — жилые зоны на подконтрольных немецким нацистам и их союзникам территориях, куда насильственно перемещали евреев в целях изоляции их от нееврейского населения. Эта изоляция была частью политики так называемого «окончательного решения еврейского вопроса», в рамках которой погибло около 6 миллионов евреев.

## История
В древности еврейские общины в диаспоре самостоятельно селились вместе. Однако в 1239 году в Арагоне был издан указ, предписывающий всем евреям жить исключительно в специально отведённом для них квартале. Сам термин гетто берёт начало в 1516 году в Венеции (итал. Ghetto di Venezia), где на изолированном каналами участке земли в районе Каннареджо предписывалось жить венецианским евреям.
В дальнейшем еврейские гетто появились в Германии, Франции, Швейцарии и Италии. В России как таковое еврейское гетто отсутствовало, но подобное ограничение появилось в XVIII веке (т. н. «черта еврейской оседлости»).
Гетто, создаваемые нацистами в период Холокоста, в советской историографии старались называть «лагерями», избегая самого слова «гетто». Целью такого словоупотребления была идеологическая интернационализация заключенных, маскирующая факт принудительной изоляции именно евреев.

## Цели и порядок создания
Создавая места принудительного изолированного содержания евреев, нацисты преследовали следующие цели:
- Облегчение предстоящей ликвидации евреев[9].
- Предотвращение потенциального сопротивления.
- Получение бесплатной рабочей силы.
- Приобретение симпатий остального населения.

Идея концентрации евреев в гетто была выдвинута Адольфом Гитлером в 1939 году. Первые гетто начали создаваться на территории оккупированной немцами Польши. Концентрация евреев из маленьких местечек и деревень в крупные города началась с 21 сентября 1939 года. Первое гетто было создано в городе Пётркув-Трыбунальский в октябре 1939 года, затем в Пулавах и Радомско — в декабре 1939 года, в Лодзи — 8 февраля 1940 и в Енджеюве — в марте 1940.
Немцы считали гетто временной мерой для изоляции евреев и установления контроля над ними. Во многих местах проживание евреев в гетто продолжалась сравнительно недолго. Некоторые гетто просуществовали всего несколько дней, другие — месяцы, а отдельные — годы. Гетто, таким образом, являлись промежуточным этапом в нацистском плане порабощения, дегуманизации и массового убийства евреев.
Всего на оккупированных нацистами землях было создано около 1 150 гетто, в которых содержалось не менее миллиона евреев, в том числе свыше 1000 гетто — на оккупированной территории СССР.
Процесс создания гетто в подавляющем большинстве случаев проходил в два этапа. На первом этапе нацисты решали вопрос расовой и правовой изоляции евреев от остального населения путём организации гетто «открытого типа». Целью этого этапа было упрощение контроля за евреями. Он включал в себя запрет евреям на смену места жительства и другие ограничения в передвижении, а также ряд запретов на экономическую и социальную сферу их жизни. К концу первого этапа население было четко разделено на еврейскую и нееврейскую части, евреям было запрещено появляться без специальных опознавательных нашивок (лат), пользоваться общественным транспортом, посещать культурно-развлекательные учреждения, синагоги, ходить по центральным улицам, исполнять религиозные обряды и многое другое. Евреям запрещалось покупать продукты в магазинах, на рынках и у крестьян, обменивать вещи на продовольствие, продавать недвижимое и любое другое имущество.
На втором этапе евреи изолировались перемещением в гетто «закрытого» типа, которые характеризовались ограниченной территорией, внешней охраной, запретом выходить и входить без специального разрешения.

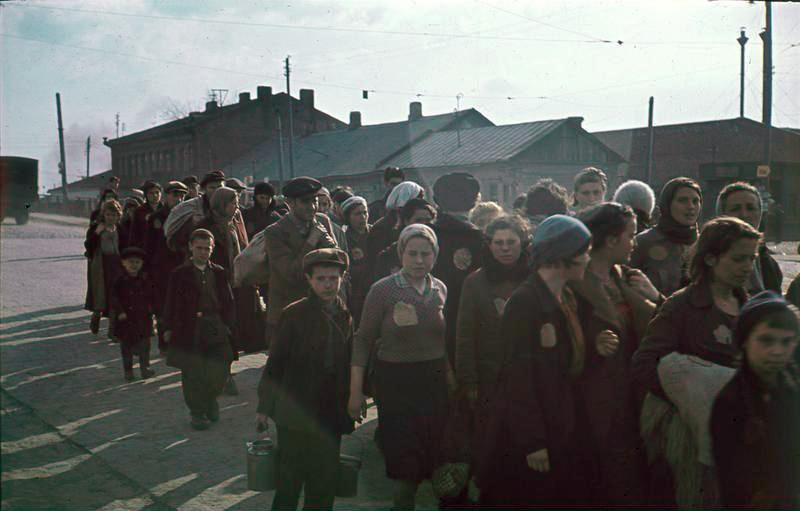
Колонна узников Минского гетто на улице. 1941 год

В гетто, созданные на оккупированных нацистами территориях СССР и стран Восточной Европы принудительно, под угрозой смерти, переселяли всех евреев, в том числе евреев из Западной Европы.
Наиболее крупные гетто находились на территории Польши. Это в первую очередь Варшавское гетто (450 000 человек) и Лодзинское гетто (204 000 человек). Общая численность узников Будапештского гетто доходила до 220 000 человек.
На территории СССР крупнейшими гетто были во Львове (100 000 человек, существовало с ноября 1941 по июнь 1943 года) и Минское (около 80 000 человек, ликвидировано 21 октября 1943 года). Также было создано крупное гетто в Терезине (Чехия) и Будапеште.
Из гетто вне Европы известно Шанхайское гетто, где японские союзники Германии держали евреев Шанхая и беженцев из Европы.

## Описание и классификация
Все гетто, по мнению историков, условно можно разделить на два основных типа: «открытые» и «закрытые». Открытые гетто, без физической изоляции евреев в отдельном охраняемом квартале, существовали только до уничтожения жителей либо их переселения в «закрытые» гетто или депортации в лагеря. В таком гетто в обязательном порядке создавались юденраты либо назначались (избирались) старосты. Евреи, жившие в «открытых» гетто, хотя формально и не были изолированы от местного нееврейского населения, но фактически были ограничены в правах в той же степени, как и узники «закрытых» гетто.
Создание «закрытых» гетто осуществлялось с обязательным переселением всех евреев в охраняемое место (квартал, улица, отдельное помещение). Вокруг закрытого гетто силами узников и за их счёт возводилась ограда в виде колючей проволоки или глухих стен и заборов. Вход и выход осуществлялся через контрольно-пропускные пункты, которые охранялись с обеих сторон. Вначале немцы выдавали разрешения на выход из гетто, но с октября 1941 года любой еврей, найденный вне гетто, подлежал смертной казни.
При переселении в гетто евреям разрешалось взять с собой только личные вещи; прочую собственность надлежало оставить. Гетто были страшно перенаселены, жители голодали, страдали от холода и болезней. Попытки пронести в гетто продовольствие извне каралось вплоть до расстрела.
Юденраты (нем. Judenrat — «еврейский совет»), или еврейские комитеты, создавались немецкими оккупационными властями как органы самоуправления еврейских гетто. Юденраты, в отличие от других местных коллаборационистских органов, часто формировались в принудительном порядке.
В полномочия юденрата входило обеспечение хозяйственной жизни и порядка в гетто, сбор денежных средств и других контрибуций, отбор кандидатов для работы в трудовых лагерях, а также исполнение распоряжений оккупационной власти. Юденрату формально подчинялась еврейская полиция.
Кандидат исторических наук Евгений Розенблат делит еврейских коллаборантов на две большие группы:
- Сторонники стратегии коллективного выживания.
- Лица, осуществлявшие стратегию индивидуального выживания.

Первая группа отождествляла себя со всеми остальными жителями гетто и старалась по возможности добиться системы, при которой целому ряду категорий еврейского населения предоставлялись дополнительные шансы на выживание — например, опека юденратов над многодетными семьями, малоимущими, стариками, одинокими людьми и инвалидами. Представители второй группы противопоставляли себя остальным евреям и использовали все средства для личного выживания, в том числе ведущие к ухудшению положения или гибели остальных.
Члены юденратов по-разному относились к сопротивлению и акциям вооружённого подполья в гетто. В некоторых случаях они налаживали связь и сотрудничество с подпольем и партизанами, в других — стремились не допустить акций сопротивления, опасаясь, что немцы будут мстить всем жителям гетто. Существовали также активные пособники нацистов. Часть из них была убита подпольщиками и партизанами.
Продолжительность существования различных гетто варьировалась от нескольких дней (Яновичи, Калинковичи) до месяцев (Борисов) и даже лет (Минск, Вильнюс). Первыми освобождёнными гетто стали калужское и гетто в Войковштадте — в конце декабря 1941 года.

## Сопротивление
Естественной реакцией на планы нацистов были акции сопротивления узников гетто — коллективные и индивидуальные, спонтанные и спланированные.
Пассивными формами сопротивления были любые ненасильственные действия, которые содействовали выживанию евреев. В частности, для противодействия планам массового умерщвления евреев с помощью голода и болезней, в гетто нелегально доставлялись еда и медикаменты, поддерживалось, насколько это было возможно, личная гигиена, создавались медицинские службы. Важную роль играло духовное сопротивление. В гетто существовали подпольные школы, профессиональные курсы, проводились культурные и религиозные мероприятия.
Из активных форм сопротивления существовали подготовка организация побегов из гетто, переправка евреев на безопасную территорию нейтральных стран и в партизанские отряды, вооружённые восстания в гетто, диверсии и саботаж на немецких предприятиях. Самым известным и продолжительным стало восстание в Варшавском гетто, которое продолжалось целый месяц. Немцам пришлось применить против восставших танки, артиллерию и авиацию.